# Novi Đurovac
Novi Đurovac (en serbe cyrillique : Нови Ђуровац) est un village de Serbie situé dans la municipalité de Prokuplje, district de Toplica. Au recensement de 2011, il comptait 5 habitants.
Novi Đurovac est également connu sous le nom de Novi Đurevac.

## Démographie
| 1948 | 1953 | 1961 | 1971 | 1981 | 1991 | 2002 | 2011 |
| ---- | ---- | ---- | ---- | ---- | ---- | ---- | ---- |
| 151  | 198  | 175  | 107  | 46   | 32   | 13   | 5    |

|  |